# Pilumnus caribaeus
Pilumnus caribaeus är en kräftdjursart som beskrevs av Desbonne och Mabel Mary Schramm 1867. Pilumnus caribaeus ingår i släktet Pilumnus och familjen Pilumnidae. Inga underarter finns listade i Catalogue of Life.